# Khem Son
Khem Son (Khmer ខឹម សុន; * 1941) ist ein ehemaliger kambodschanischer Radrennfahrer.

## Sportliche Laufbahn
Khem Son war im Straßenradsport und im Bahnradsport aktiv. Er war Teilnehmer der Olympischen Sommerspiele 1964 in Tokio. Dort startete er auf der Straße. Im Mannschaftszeitfahren kam Kambodscha mit Ret Chhon, Khem Son, Van Son und Yi Yuong auf den 27. Rang. In der Einerverfolgung schied er in der Qualifikation aus. Über sein weiteres Leben und sportlichen Erfolge ist nichts bekannt.